# Liophis sagittifer
Liophis sagittifer este o specie de șerpi din genul Liophis, familia Colubridae, descrisă de Jan 1863.

## Subspecii
Această specie cuprinde următoarele subspecii:
- L. s. modestus
- L. s. sagittifer